# Microrégion de Caxias

Localisation de la microrégion de Caxias

La microrégion de Caxias est l'une des six microrégions qui subdivisent l'est de l'État du Maranhão au Brésil.
Elle comporte 6 municipalités qui regroupaient 389 518 habitants en 2006 pour une superficie totale de 15 330 km2.

## Municipalités[1]
- Buriti Bravo
- Caxias
- Matões
- Parnarama
- São João do Soter
- Timon